# 宝台院別院
宝台院別院（ほうだいいんべついん）は、静岡市駿河区安居にある浄土宗の寺院。本尊は阿弥陀如来。
かつては向陽山照久寺という名前だったが現在は静岡市葵区常磐町2丁目にある宝台院の別院となっている。
徳川家家臣の榊原家菩提寺。
榊原照久の墓があり、その遺言により久能山東照宮に向かって建てられている。

## 歴史
※出典
慶長十二年（1607年）榊原清政が死去。子照久が久能山城の守護を引き継ぐ
元和二年（1616年）徳川家康が死去。二代将軍秀忠が久能山東照宮を造営し初代神主に榊原照久を任命する。
正保3年（1646年）榊原照久が死去。当山が建立され埋葬された。以後榊原家菩提寺となる。
昭和六十年（1985年）徳川家菩提寺である宝台院と合併。
昭和六十一年（1986年）現本堂落慶し宝台院別院となる。